# Bolligen
Bolligen es una comuna suiza del cantón de Berna, situada en el distrito administrativo de Berna-Mittelland. Limita al norte con las comunas de Münchenbuchsee, Moosseedorf, Urtenen-Schönbühl y Mattstetten, al este con Krauchthal y Vechigen, al sur con Stettlen y Ostermundigen, y al oeste con Ittigen.
Hasta el 31 de diciembre de 2009 situada en el distrito de Berna.

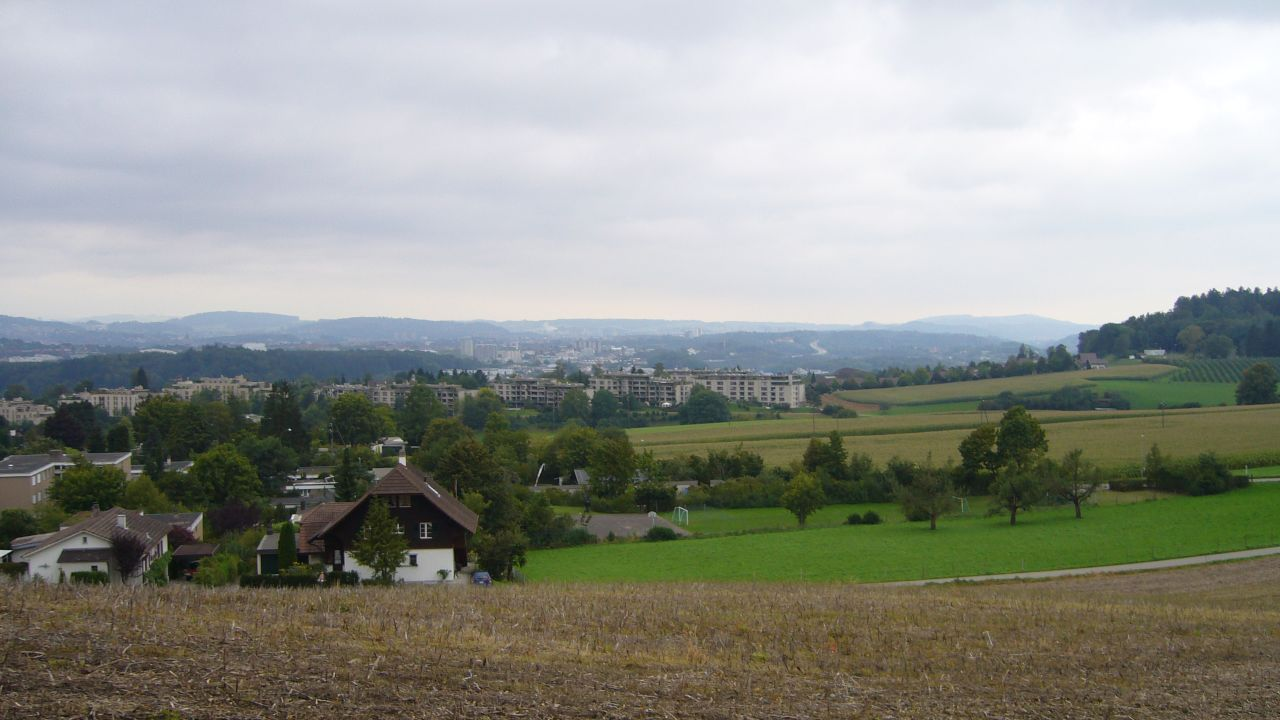
Vista de Bolligen.